# Die sieben Raben (1993)
Die sieben Raben (Sedmero krkavců) ist ein tschechischer Märchenfilm aus dem Jahr 1993, der unter der Regie von Ludvík Ráža gedreht und vom öffentlich-rechtlichen Sender Česká televize produziert wurde. Premiere hatte der Film 1993; die Erstausstrahlung im deutschen Fernsehen lief am 1. Mai 1995 auf dem Sender Das Erste. Überdies liegt ein deutsch synchronisiertes Video als Eurovideo von ARCADE vor. Im deutschen Fernsehen gehört Ludvík Rázas Die sieben Raben zu den häufig gesendeten tschechischen Märchenfilmen. International ist der Film im englischen Sprachraum unter dem Titel The Seven Ravens und unter dem tschechischen Titel Sedmero krkavců bekannt.

## Handlung
Das Mädchen Bohdanka erfährt vom Schicksal ihrer sieben Brüder, die von der Mutter verflucht und in Raben verwandelt wurden. Sie zieht aus, die Brüder zu suchen und zu erlösen. Sie bittet die Elemente Wasser, Sonne und Wind, ihr den Weg zu weisen, fühlt sich aber von ihnen in die Irre geführt und verraten. Letztlich leitet sie die Sonne zu einer verfallenen Burg, in der Bohdanka sieben Teller und sieben Felle vorfindet. Ihre Brüder verwandeln sich des Abends in Menschen und nennen ihr die Aufgabe, sieben Hemden aus Leinen zu nähen, das sie aus Garn weben müsse, welches aus Brennnesselfäden gesponnen werde. Während der Herstellung darf sie jedoch kein Wort sprechen. Als Prinz Vratislav sie im Wald entdeckt und sich in sie verliebt, nimmt er sie samt Spinnrad und allem aus ihrer Höhle in sein Schloss, das er mit seiner Schwester Milada bewohnt. Bohdanka arbeitet weiter stumm an den Hemden, während die eifersüchtige Milada gegen die frisch Vermählte intrigiert. Bohdankas neugeborenes Kind wird gegen eine Katze vertauscht und das Kind durch Miladas Diener Tasso ausgesetzt. Bohdanka wird des Mordes an ihrer Dienerin und der Hexerei beschuldigt und von Milada unter geschickter Täuschung von Vratislav zum Tod auf dem Scheiterhaufen verurteilt. Auf dem Scheiterhaufen stellt Bohdanka das letzte Nesselhemd fertig und ruft ihre Brüder, noch bevor das Feuer entzündet werden kann. Die Brüder erscheinen mit dem ausgesetzten Kind und retten Bohdanka; Vratislav lässt Milada und Tasso ins Verlies sperren. Das Happy End beinhaltet neben der Versöhnung des Prinzenpaares auch die Heimkehr der sieben Brüder zu den Eltern.

## Vorlagen
Der Film entspricht textnah und detailgenau dem Märchen Die sieben Raben von Božena Němcová. Sogar „Bohdanka“ als Name der Rabenschwester geht bereits auf Němcovás Sieben-Raben-Märchen zurück. Němcovás Märchen ist eine Variante zu dem Märchen Die sieben Raben der Brüder Grimm. Allerdings gelingt die Erlösung der Brüder bei dem Grimmmärchen bereits durch Auffindung der Raben und das Ersteigen des Glasberges, während sich bei Němcová an das Finden der Raben noch die schwierige Aufgabe vom Schweigen und vom Nesselhemdenweben knüpft, eine Aufgabe, die z. B. bei den Brüdern Grimm in dem Märchen Die zwölf Brüder und in dem Märchen Die sechs Schwäne ausgeführt wird – in letzterem werden jedoch die Hemden aus Sternblumen genäht – oder in Die wilden Schwäne von Hans Christian Andersen.

## Musik
In der Filmmusik wählt Petr Hapka einen elegischen Ton, der von den Präludien Johann Sebastian Bachs die schwebende Atmosphäre entlehnt. Zuweilen erklingen auch Orgelklänge, die an Bachchoräle erinnern. Die Filmmusik wird durch Synthesizer umgesetzt. Die Grundmelodie des Hauptthemas wird von der stummen Bohdanka beim Spinnen, Weben und Nähen gesungen. Durch dieses Lied ohne Worte entsteht eine auch hörbare Beziehung zwischen der Magd Johanna und der ihrer Worte beraubten Bohdanka: Die beiden Mädchen singen zusammen und arbeiten.

## Synchronisation
Die deutsche Synchronbearbeitung erstellte Bavaria Film. Bei der deutschen Fassung sind Buch und Regie von Uwe Gaube, die Redaktion führte Ute Wollenweber. Die Bearbeitung geschah im Auftrag des Südwestfunks.

## Kritiken
Das Filmmagazin Cinema fand das Märchen „zauberhaft“. Um die von ihrer Mutter zu Raben verhexten Brüder zu retten, muss ihre Schwester Bohdanka sieben Hemden nähen, ohne dabei auch nur ein Wort zu reden. Doch ausgerechnet dann verliebt sich ein Prinz in die Schöne… „Fazit: Ein kleiner Leckerbissen mit eindrucksvollen Bildern.“